# Vassili V. Nalímov
Vassili Vassílievitx Nalímov (rus: \Васи́лий Васи́льевич Нали́мов; 4 de novembre de 1910 – 19 de gener de 1997) fou un filòsof i humanista rus. Les seves àrees principals de recerca van ser la filosofia de la probabilitat i les seves manifestacions biològiques, matemàtiques i lingüístiques. També va estudiar els rols de l'agnosticisme i el misticisme en la ciència. Va escriure sobre Psicologia transpersonal. Als 26 anys fou condemnat per contrarevolucionari a un camp de treball a Kolymà per 5 anys, però s'allargà 13 anys més fins al 1954, a la mort de Stalin. La seva rehabilitació, no completa segons ell, no arribà fins al 1960.
Nalímov és conegut també per la seva reputació dins l'àrea de la Cienciometria, atès que fou un del primers a emprar el terme en rus "Naukometriya" juntament amb Mulchenko en l'obra pionera del 1969. Aquest és el terme que es traduiria com cienciometria. Eugene Garfield promogué la traducció a l'anglès del seu llibre pioner i col·laborà a donar difusió de la seva obra a nivell mundial.
El 1987 guanyà la medalla Derek de Solla Price.